# 이반 수슬로파로프
이반 알렉세예비치 수슬로파로프(러시아어: Иван Алексеевич Суслопа́ров)는 소련의 외교관이자 군인이다. 제2차 세계 대전 당시 자유 프랑스에 파견된 군 연락 임무단으로 파견되었으며, 1944년부터 1945년까지 연합국 원정군 최고사령부에서 소련 측을 대표하였다. 1945년 5월 7일 독일이 연합국에 항복할 때 수슬로파로프 역시 항복 문서에 서명했지만, 소련 정부가 이를 인정하지 않아서 소련과 독일은 1945년 5월 9일 별도의 조약을 맺게 되었다. 종전 후 수슬로파로프는  모스크바의 군사정치학교에 들어가 교관으로 부임했다.